# Fussballclub Biel/Bienne 2015-2016
Questa voce raccoglie le informazioni riguardanti il Fussballclub Biel/Bienne nelle competizioni ufficiali della stagione 2015-2016.

## Stagione
Nella stagione 2015-2016 il Bienna, allenato da Patrick Rahmen, concluse il campionato di Challenge League al 10º posto e fu retrocesso in Promotion League. In Coppa Svizzera il Bienna fu eliminato al secondo turno dal Winterthur.

## Rosa
| N. |                     | Ruolo | Calciatore         |
| -- | ------------------- | ----- | ------------------ |
| 1  | Svizzera (bandiera) | P     | Jérémy Frick       |
| 2  | Svizzera (bandiera) | D     | Ivo Zangger        |
| 3  | Brasile (bandiera)  | D     | Lucas Alves        |
| 4  | Kosovo (bandiera)   | D     | Mirlind Kryeziu    |
| 5  | Svizzera (bandiera) | D     | Zlatko Hebib       |
| 7  | Nigeria (bandiera)  | C     | Steven Ukoh        |
| 8  | Croazia (bandiera)  | C     | Krešo Ljubičić     |
| 9  | Svizzera (bandiera) | A     | Luka Sliskovic     |
| 10 | Svizzera (bandiera) | C     | Antonio Marchesano |
| 15 | Angola (bandiera)   | C     | Astor Kilezi       |
| 17 | Svizzera (bandiera) | C     | Thibault Corbaz    |
| 18 | Serbia (bandiera)   | P     | Predrag Pribanovic |

| N. |                                 | Ruolo | Calciatore              |
| -- | ------------------------------- | ----- | ----------------------- |
| 19 | Svizzera (bandiera)             | C     | Janick Kamber           |
| 20 | Svizzera (bandiera)             | D     | Fabio De Feo            |
| 21 | Svizzera (bandiera)             | P     | Pablo Molina            |
| 23 | Germania (bandiera)             | D     | Kofi Schulz             |
| 24 | Camerun (bandiera)              | C     | Cédric N'Koum           |
| 24 | Bosnia ed Erzegovina (bandiera) | C     | Nikola Popara           |
| 27 | Israele (bandiera)              | A     | Orr Barouch             |
| 28 | Svizzera (bandiera)             | C     | Valentin Hayoz          |
| 31 | Serbia (bandiera)               | C     | Luka Luković            |
| 33 | Svizzera (bandiera)             | C     | Fabian Stoller          |
| 34 | Svizzera (bandiera)             | A     | Gaëtan Karlen           |
|    | Gabon (bandiera)                | D     | Chatelet Nguema Bengone |

## Organigramma societario
Area tecnica
- Allenatore: Petăr Aleksandrov, Patrick Rahmen
- Allenatore in seconda:
- Preparatore dei portieri: Peter Scheurer
- Preparatori atletici:

## Calciomercato

### Sessione estiva
| Acquisti | Acquisti           | Acquisti        | Acquisti |
| R.       | Nome               | da              | Modalità |
| -------- | ------------------ | --------------- | -------- |
| A        | Orr Barouch        | Maccabi Netanya |          |
| D        | Beg Ferati         | Sion            |          |
| A        | Gaëtan Karlen      | Thun            |          |
| A        | Stefan Mihajlović  | Rad Belgrado    |          |
| A        | Boris Babić        | San Gallo       |          |
| D        | Kevin Bigler       | Thun            |          |
| C        | Maurice Brunner    | Zurigo          |          |
| P        | Jérémy Frick       | Servette        |          |
| C        | Astor Kilezi       | Delémont        |          |
| C        | Benjamin Kololli   | Le Mont         |          |
| D        | Mirlind Kryeziu    | Zurigo U19      |          |
| D        | Lucas Alves        | Aalen           |          |
| C        | Luka Luković       | Vojvodina       |          |
| C        | Antonio Marchesano | Winterthur      |          |
| A        | Pak Kwang-ryong    | Vaduz           |          |
| C        | Nikola Popara      | Jagodina        |          |
| D        | Kofi Schulz        | Uerdingen 05    |          |

| Cessioni | Cessioni           | Cessioni        | Cessioni |
| R.       | Nome               | a               | Modalità |
| -------- | ------------------ | --------------- | -------- |
| D        | Zlatko Hebib       | Servette        |          |
| D        | Thomas Fekete      | Vaduz           |          |
| P        | Breogan Espasandin | Béroche-Gorgier |          |
| D        | Kevin Bigler       | Thun            |          |
| D        | Labinot Sheholli   | Breitenrain     |          |
| C        | Wellington Júnior  | Köniz           |          |
| C        | Gentian Demolli    | Köniz           |          |
| D        | Jonas Elmer        | Rapperswil-Jona |          |
| A        | Luís Pimenta       | Le Mont         |          |
| C        | Norman Peyretti    | Thun            |          |
| P        | Mirko Salvi        | Basilea         |          |
| D        | Mustafa Sejmenović | Neuchâtel Xamax |          |
| A        | Nico Siegrist      | Kriens          |          |
| A        | Adrien Zbinden     | Delémont        |          |

### Sessione invernale
| Acquisti | Acquisti       | Acquisti   | Acquisti |
| R.       | Nome           | da         | Modalità |
| -------- | -------------- | ---------- | -------- |
| A        | Luka Sliskovic | Lucerna II |          |
| C        | Fabian Stoller | Aarau      |          |
| D        | Zlatko Hebib   | Servette   |          |

| Cessioni | Cessioni          | Cessioni     | Cessioni |
| R.       | Nome              | a            | Modalità |
| -------- | ----------------- | ------------ | -------- |
| C        | Ambre Nsumbu      | Basilea II   |          |
| A        | Stefan Mihajlović | Chiasso      |          |
| C        | Benjamin Kololli  | Young Boys   |          |
| A        | Boris Babić       | San Gallo II |          |
| D        | Beg Ferati        | Sion         |          |
| D        | Jérémy Manière    | Losanna      |          |
| A        | Pak Kwang-ryong   | Losanna      |          |

## Risultati

### Challenge League

#### Prima fase, girone di andata
| Arbitro: | Superczynski |

|                                                    |           |                                              |
| Pasche 65’, 84’ Dessarzin 79’ Gétaz 81’ Bühler 89’ | Marcatori | 55’ Pak 61’ Kololli 62’ Marchesano 75’ Hayoz |

| Arbitro: | Tschudi |

|                                                          |           |               |
| Corbaz 3’ Kololli 21’, 90’ Marchesano 68’ (rig.) Pak 78’ | Marcatori | 89’ Fassnacht |

| Arbitro: | Schnyder |

|                     |           |                                         |
| Burki 9’ Mobulu 20’ | Marcatori | 65’, 72’ (rig.) Marchesano 74’ Ljubičić |

| Bienne 8 agosto 2015, ore 17:45 CEST 4ª giornata | Bienne | 0 – 0 referto | Wil | Tissot Arena (4 750 spett.)\| Arbitro: \| Gut \| |
| Arbitro:                                         | Gut    |               |     |                                                  |

| Arbitro: | Schärer |

|                          |           |                                                  |
| Marchesano 33’, 86’, 90’ | Marcatori | 37’ (rig.) Mustafi 69’ Hochstrasser 90’ Paçarizi |

| Arbitro: | Amhof |

|            |           |                                               |
| Doudin 67’ | Marcatori | 47’ (rig.), 90’ Marchesano 71’ Pak 89’ Kamber |

| Arbitro: | Schnyder |

|                            |           |  |
| Kololli 23’ Marchesano 61’ | Marcatori |  |

| Chiasso 12 settembre 2015, ore 17:45 CEST 8ª giornata | Chiasso   | 0 – 0 referto | Bienne | Stadio comunale Riva IV (525 spett.)\| Arbitro: \| Jancevski \| |
| Arbitro:                                              | Jancevski |               |        |                                                                 |

| Arbitro: | Tschudi |

|                          |           |  |
| Abegglen 18’ Schultz 27’ | Marcatori |  |

#### Prima fase, girone di ritorno
| Arbitro: | Erlachner |

|                               |           |                              |
| Kololli 4’ (rig.), 72’ (rig.) | Marcatori | 23’ (rig.) Doudin 83’ Veloso |

| Arbitro: | Hänni |

|                        |           |  |
| Bičvić 36’ Neziraj 45’ | Marcatori |  |

| Arbitro: | Bieri |

|         |           |              |
| Pak 23’ | Marcatori | 15’ Rouiller |

| Arbitro: | Schärli |

|                       |           |  |
| Santos 35’ Yılmaz 77’ | Marcatori |  |

| Arbitro: | Gut |

|                                             |           |           |
| Kololli 3’ Kamber 35’ Marchesano 68’ (rig.) | Marcatori | 75’ Burki |

| Arbitro: | Dudic |

|  |           |                                           |
|  | Marcatori | 2’ Grether 70’ Thaqi 90’ (rig.) Geissmann |

| Arbitro: | Schnyder |

|          |           |                   |
| Tall 16’ | Marcatori | 90’ (rig.) Karlen |

| Arbitro: | Superczynski |

|                      |           |                                     |
| Karlen 67’ Alves 86’ | Marcatori | 73’ Feuillassier 76’ Gétaz 90’ Roux |

| Arbitro: | Ovcharov |

|                |           |  |
| Holenstein 73’ | Marcatori |  |

#### Seconda fase, girone di andata
| Arbitro: | Erlachner |

|             |           |            |
| Rossini 39’ | Marcatori | 34’ Karlen |

| Arbitro: | Musa |

|  |           |              |
|  | Marcatori | 8’ Fassnacht |

| Arbitro: | Gut |

|             |           |                                                |
| Mustafi 54’ | Marcatori | 14’ Luković 22’ Brunner 45’ Kamber 86’ Barouch |

| Arbitro: | Dudic |

|               |           |               |
| Sliskovic 67’ | Marcatori | 5’, 79’ Laner |

| Arbitro: | Gut |

|            |           |  |
| Muslin 36’ | Marcatori |  |

| Arbitro: | Pache |

|                              |           |           |
| Sliskovic 38’ Marchesano 44’ | Marcatori | 66’ Mujic |

| Arbitro: | Gut |

|                    |           |                                              |
| Méndez 10’ Pak 24’ | Marcatori | 31’ (rig.) Marchesano 44’ Karlen 63’ Brunner |

| Arbitro: | Jancevski |

|  |           |               |
|  | Marcatori | 8’, 63’ Akolo |

| Arbitro: | Gut |

|                                       |           |            |
| Söylemizgiller 21’ Kryeziu 75’ (aut.) | Marcatori | 77’ Kilezi |

#### Seconda fase, girone di ritorno
| Arbitro: | Amhof |

|            |           |                                  |
| Kilezi 83’ | Marcatori | 61’ Carlinhos 76’, 89’ Josipovic |

| Arbitro: | Musa |

|                                                               |           |             |
| Mariani 32’ Mujic 40’, 56’ Gül 82’ Neziraj 85’ Tranquilli 87’ | Marcatori | 55’ Brunner |

| Bienne 24 aprile 2016, ore CEST 30ª giornata | Bienne    | – annullata referto | Losanna | Tissot Arena\| Arbitro: \| Jancevski \| |
| Arbitro:                                     | Jancevski |                     |         |                                         |

| Bienne 1º maggio 2016, ore CEST 31ª giornata | Bienne | – annullata referto | Wil | Tissot Arena |

| Chiasso 7 maggio 2016, ore CEST 32ª giornata | Chiasso | – annullata referto | Bienne | Stadio comunale Riva IV |

| Bienne 13 maggio 2016, ore CEST 33ª giornata | Bienne | – annullata referto | Le Mont | Tissot Arena |

| Winterthur 16 maggio 2016, ore CEST 34ª giornata | Winterthur | – annullata referto | Bienne | Stadion Schützenwiese |

| Neuchâtel 21 maggio 2016, ore CEST 35ª giornata | Neuchâtel Xamax | – annullata referto | Bienne | La Maladière |

| Bienne 27 maggio 2016, ore CEST 36ª giornata | Bienne | – annullata referto | Wohlen | Tissot Arena |

### Coppa Svizzera
| 16 agosto 2015, ore 16:00 CEST Primo turno | Grand-Saconnex | 1 – 10 | Bienne |  |

| Winterthur 19 settembre 2015, ore 17:45 CEST Secondo turno                                    | Winterthur           | 1 – 1 referto | Bienne | Stadion Schützenwiese |
| \| \| \| \| \| Bengondo 117’ \| Marcatori \| 120’ Kololli \| \| \| Tiri di rigore 5 – 4 \| \| |                      |               |        |                       |
|                                                                                               |                      |               |        |                       |
| Bengondo 117’                                                                                 | Marcatori            | 120’ Kololli  |        |                       |
|                                                                                               | Tiri di rigore 5 – 4 |               |        |                       |

## Statistiche

### Statistiche di squadra
| Competizione     | Punti | In casa | In casa | In casa | In casa | In casa | In casa | In trasferta | In trasferta | In trasferta | In trasferta | In trasferta | In trasferta | Totale | Totale | Totale | Totale | Totale | Totale | DR |
| Competizione     | Punti | G       | V       | N       | P       | Gf      | Gs      | G            | V            | N            | P            | Gf           | Gs           | G      | V      | N      | P      | Gf     | Gs     | DR |
| ---------------- | ----- | ------- | ------- | ------- | ------- | ------- | ------- | ------------ | ------------ | ------------ | ------------ | ------------ | ------------ | ------ | ------ | ------ | ------ | ------ | ------ | -- |
| Challenge League | 21    | 9       | 3       | 4       | 2       | 16      | 14      | 9            | 2            | 2            | 5            | 12           | 16           | 18     | 5      | 6      | 7      | 28     | 30     | -2 |
| Coppa Svizzera   | -     | 0       | 0       | 0       | 0       | 0       | 0       | 2            | 1            | 1            | 0            | 11           | 2            | 2      | 1      | 1      | 0      | 11     | 2      | +9 |
| Totale           | 21    | 9       | 3       | 4       | 2       | 16      | 14      | 11           | 3            | 3            | 5            | 23           | 18           | 20     | 6      | 7      | 7      | 39     | 32     | +7 |

### Andamento in campionato
| Giornata  | 1  | 2  | 3 | 4 | 5 | 6 | 7 | 8 | 9 | 10 | 11 | 12 | 13 | 14 | 15 | 16 | 17 | 18 | 19 | 20 | 21 | 22 | 23 | 24 | 25 | 26 | 27 | 28 | 29 | 30 | 31 | 32 | 33 | 34 | 35 | 36 |
| --------- | -- | -- | - | - | - | - | - | - | - | -- | -- | -- | -- | -- | -- | -- | -- | -- | -- | -- | -- | -- | -- | -- | -- | -- | -- | -- | -- | -- | -- | -- | -- | -- | -- | -- |
| Luogo     | T  | C  | T | C | C | T | C | T | T | C  | T  | C  | T  | C  | C  | T  | C  | T  | T  | C  | T  | C  | T  | C  | T  | C  | T  | C  | T  | C  | C  | T  | C  | T  | T  | C  |
| Risultato | P  | V  | V | N | N | V | V | N | P | N  | P  | N  | P  | V  | P  | N  | P  | P  |    |    |    |    |    |    |    |    |    |    |    |    |    |    |    |    |    |    |
| Posizione | 10 | 10 | 9 | 9 | 8 | 6 | 4 | 4 | 8 | 8  | 10 | 10 | 10 | 8  | 9  | 9  | 9  | 10 | 10 | 10 | 10 | 10 | 10 | 10 | 10 | 10 | 10 | 10 | 10 | 10 | 10 | 10 | 10 | 10 |    |    |

Legenda:

Luogo: C = Casa; T = Trasferta. Risultato: V = Vittoria; N = Pareggio; P = Sconfitta.

### Statistiche dei giocatori
| Giocatore     | Challenge League | Challenge League | Challenge League | Challenge League | Coppa Svizzera | Coppa Svizzera | Coppa Svizzera | Coppa Svizzera | Totale   | Totale | Totale      | Totale     |
| Giocatore     | Presenze         | Reti             | Ammonizioni      | Espulsioni       | Presenze       | Reti           | Ammonizioni    | Espulsioni     | Presenze | Reti   | Ammonizioni | Espulsioni |
| ------------- | ---------------- | ---------------- | ---------------- | ---------------- | -------------- | -------------- | -------------- | -------------- | -------- | ------ | ----------- | ---------- |
| L. Alves      | 25               | 1                | 3                | 0                | 1              | 0              | 0              | 0              | 26       | 1      | 3           | 0          |
| B. Babić      | 2                | 0                | 0                | 0                | 0              | 0              | 0              | 0              | 2        | 0      | 0           | 0          |
| O. Barouch    | 10               | 1                | 1                | 0                | 0              | 0              | 0              | 0              | 10       | 1      | 1           | 0          |
| C. Bengone    | 0                | 0                | 0                | 0                | 0              | 0              | 0              | 0              | 0        | 0      | 0           | 0          |
| K. Bigler     | 1                | 0                | 0                | 0                | 0              | 0              | 0              | 0              | 1        | 0      | 0           | 0          |
| M. Brunner    | 25               | 3                | 5                | 0                | 1              | 0              | 0              | 0              | 26       | 3      | 5           | 0          |
| T. Corbaz     | 20               | 1                | 2                | 0                | 1              | 0              | 0              | 0              | 21       | 1      | 2           | 0          |
| F. De Feo     | 0                | 0                | 0                | 0                | 0              | 0              | 0              | 0              | 0        | 0      | 0           | 0          |
| T. Fekete     | 3                | 0                | 0                | 0                | 0              | 0              | 0              | 0              | 3        | 0      | 0           | 0          |
| B. Ferati     | 12               | 0                | 2                | 0                | 1              | 0              | 0              | 0              | 13       | 0      | 2           | 0          |
| J. Frick      | 29               | 0                | 2                | 0                | 0              | 0              | 0              | 0              | 29       | 0      | 2           | 0          |
| V. Hayoz      | 18               | 1                | 0                | 0                | 0              | 0              | 0              | 0              | 18       | 1      | 0           | 0          |
| Z. Hebib      | 8                | 0                | 0                | 1                | 0              | 0              | 0              | 0              | 8        | 0      | 0           | 1          |
| J. Kamber     | 19               | 3                | 3                | 0                | 1              | 0              | 0              | 0              | 20       | 3      | 3           | 0          |
| G. Karlen     | 17               | 4                | 1                | 1                | 0              | 0              | 0              | 0              | 17       | 4      | 1           | 1          |
| A. Kilezi     | 13               | 2                | 1                | 0                | 1              | 0              | 0              | 0              | 14       | 2      | 1           | 0          |
| B. Kololli    | 17               | 7                | 0                | 1                | 1              | 1              | 0              | 0              | 18       | 8      | 0           | 1          |
| M. Kryeziu    | 15               | 0                | 3                | 0                | 0              | 0              | 0              | 0              | 15       | 0      | 3           | 0          |
| K. Ljubičić   | 27               | 1                | 5                | 0                | 1              | 0              | 0              | 0              | 28       | 1      | 5           | 0          |
| L. Luković    | 14               | 1                | 1                | 0                | 0              | 0              | 0              | 0              | 14       | 1      | 1           | 0          |
| J. Manière    | 11               | 0                | 1                | 0                | 0              | 0              | 0              | 0              | 11       | 0      | 1           | 0          |
| A. Marchesano | 25               | 13               | 5                | 0                | 0              | 0              | 0              | 0              | 25       | 13     | 5           | 0          |
| P. Molina     | 0                | 0                | 0                | 0                | 1              | 0              | 0              | 0              | 1        | 0      | 0           | 0          |
| C. N'Koum     | 0                | 0                | 0                | 0                | 0              | 0              | 0              | 0              | 0        | 0      | 0           | 0          |
| A. Nsumbu     | 3                | 0                | 0                | 0                | 0              | 0              | 0              | 0              | 3        | 0      | 0           | 0          |
| K. Pak        | 17               | 4                | 1                | 0                | 1              | 0              | 0              | 0              | 18       | 4      | 1           | 0          |
| N. Popara     | 22               | 0                | 9                | 1                | 1              | 0              | 0              | 0              | 23       | 0      | 9           | 1          |
| P. Pribanovic | 0                | 0                | 0                | 0                | 1              | 0              | 0              | 0              | 1        | 0      | 0           | 0          |
| K. Schulz     | 24               | 0                | 7                | 0                | 1              | 0              | 0              | 0              | 25       | 0      | 7           | 0          |
| L. Sliskovic  | 10               | 2                | 0                | 0                | 0              | 0              | 0              | 0              | 10       | 2      | 0           | 0          |
| F. Stoller    | 8                | 0                | 0                | 1                | 0              | 0              | 0              | 0              | 8        | 0      | 0           | 1          |
| S. Ukoh       | 0                | 0                | 0                | 0                | 0              | 0              | 0              | 0              | 0        | 0      | 0           | 0          |
| I. Zangger    | 7                | 0                | 1                | 0                | 1              | 0              | 0              | 0              | 8        | 0      | 1           | 0          |